# 酢酸バリウム
酢酸バリウム（さくさんバリウム、Barium acetate）は、示性式が(CH3COO)2Baの無機化合物である。

## 合成
酢酸と水酸化バリウムの反応によって生じた一水和物を110°Cで脱水すると、無水物が生成する。

## 性質
水に可溶で、潤滑油やグリースの添加剤に使われる。

## 人体への影響
- 血液中のカリウム濃度の低下により臓器に影響を与え、筋麻痺、不整脈、呼吸不全を生じる。
- 死に至る場合もあり、心臓肥大の症状がでる。
- 誤って飲み込んだ場合は、硫酸ナトリウム又は硫酸マグネシウムを経口投与し、バリウムイオンを不溶性の硫酸バリウムにした後、胃洗浄を行うとともに、速やかに医師の処置を受ける。

## 毒性
- マウスを用いた静脈注射の致死量 11mg/kg
- ラットを用いた経口投与の致死量 921mg/kg

## 法規制
日本では毒物及び劇物取締法および毒物及び劇物指定令によりバリウム化合物として劇物に指定されている。他に、バリウム化合物として大気汚染防止法、船舶安全法、航空法の、バリウムの水溶性化合物として労働安全衛生法、PRTR法の規制を受ける。